# Acido olivetolico
L'acido olivetolico è un resorcinolo presente in alcune specie di licheni. È un precursore nella biosintesi dei tetraidrocannabinoli.